# Oniscophiloscia anomala
Oniscophiloscia anomala är en kräftdjursart som först beskrevs av Dollfus 1890.  Oniscophiloscia anomala ingår i släktet Oniscophiloscia och familjen Philosciidae. Inga underarter finns listade i Catalogue of Life.